# Poropuntius rhomboides
Poropuntius rhomboides és una espècie de peix cipriniforme de la família dels ciprínids.